# Światowe Igrzyska Halowe w Lekkoatletyce 1985 – bieg na 1500 m kobiet
Bieg na 1500 metrów kobiet – jedna z konkurencji biegowych rozgrywanych podczas halowych światowych igrzysk lekkoatletycznych w hali Accor Arena w Paryżu. Rozegrano od razu bieg finałowy 19 stycznia 1985. Zwyciężyła reprezentantka Holandii Elly van Hulst.

## Rezultaty

### Finał
Wystartowało 7 biegaczek.
Opracowano na podstawie materiału źródłowego.
| Miejsce | Zawodniczka       | Czas    | Uwagi |
| ------- | ----------------- | ------- | ----- |
| 1       | Elly van Hulst    | 4:11,41 |       |
| 2       | Fița Lovin        | 4:11,42 |       |
| 3       | Brit McRoberts    | 4:11:83 |       |
| 4       | Natalja Artjomowa | 4:14,11 |       |
| 5       | Margareta Keszeg  | 4:21,02 |       |
| 6       | Dianne Rodger     | 4:29,38 |       |
| 7       | Khadija Al-Matari | 5:10,87 | NR    |